# Giovanni Pellielo
Giovanni Pellielo (Vercelli, 11 de enero de 1970) es un deportista italiano que compite en tiro, en la modalidad de tiro al plato.
Participó en siete Juegos Olímpicos de Verano, entre los años 1992 y 2016, obteniendo en total cuatro medallas: bronce en Sídney 2000, plata en Atenas 2004, plata en Pekín 2008 y plata en Río de Janeiro 2016, en la prueba de foso.
Ganó nueve medallas en el Campeonato Mundial de Tiro entre los años 1993 y 2015, y once medallas en el Campeonato Europeo de Tiro entre los años 1997 y 2024.
En los Juegos Europeos consiguió tres medallas, bronce en Bakú 2015 (individual), plata en Minsk 2019 (mixto) y oro en Cracovia 2023 (mixto).

## Palmarés internacional
| Juegos Olímpicos   | Juegos Olímpicos        | Juegos Olímpicos  | Juegos Olímpicos |
| Año                | Lugar                   | Medalla           | Prueba           |
| ------------------ | ----------------------- | ----------------- | ---------------- |
| 2000               | Sídney (Australia)      | Medalla de bronce | Foso             |
| 2004               | Atenas (Grecia)         | Medalla de plata  | Foso             |
| 2008               | Pekín (China)           | Medalla de plata  | Foso             |
| 2016               | Río de Janeiro (Brasil) | Medalla de plata  | Foso             |
| Campeonato Mundial |                         |                   |                  |
| Año                | Lugar                   | Medalla           | Prueba           |
| 1993               | Barcelona (España)      | Medalla de plata  | Foso             |
| 1995               | Nicosia (Chipre)        | Medalla de oro    | Foso             |
| 1997               | Lima (Perú)             | Medalla de oro    | Foso             |
| 1998               | Barcelona (España)      | Medalla de oro    | Foso             |
| 2002               | Lahti (Finlandia)       | Medalla de bronce | Foso             |
| 2003               | Nicosia (Chipre)        | Medalla de plata  | Foso             |
| 2013               | Lima (Perú)             | Medalla de oro    | Foso             |
| 2014               | Granada (España)        | Medalla de bronce | Foso             |
| 2015               | Lonato (Italia)         | Medalla de plata  | Foso             |
| Juegos Europeos    |                         |                   |                  |
| Año                | Lugar                   | Medalla           | Prueba           |
| 2015               | Bakú (Azerbaiyán)       | Medalla de bronce | Foso             |
| 2019               | Minsk (Bielorrusia)     | Medalla de plata  | Foso mixto       |
| 2023               | Cracovia (Polonia)      | Medalla de oro    | Foso mixto       |
| Campeonato Europeo |                         |                   |                  |
| Año                | Lugar                   | Medalla           | Prueba           |
| 1997               | Kouvola (Finlandia)     | Medalla de oro    | Foso             |
| 1999               | Burdeos (Francia)       | Medalla de plata  | Foso             |
| 2000               | Montecatini (Italia)    | Medalla de bronce | Foso             |
| 2001               | Zagreb (Croacia)        | Medalla de plata  | Foso             |
| 2005               | Belgrado (Serbia)       | Medalla de plata  | Foso             |
| 2009               | Osijek (Croacia)        | Medalla de oro    | Foso             |
| 2010               | Kazán (Rusia)           | Medalla de plata  | Foso             |
| 2015               | Maribor (Eslovenia)     | Medalla de oro    | Foso             |
| 2017               | Bakú (Azerbaiyán)       | Medalla de oro    | Foso mixto       |
| 2018               | Leobersdorf (Austria)   | Medalla de oro    | Foso mixto       |
| 2024               | Lonato (Italia)         | Medalla de plata  | Foso mixto       |